# 亞歷山大峰 (奧次地)
亞歷山大峰（英語：Alexander Cone）是南極洲的山峰，位於奧次地，處於邱吉爾山脈以西，屬於全黑冰原島峰的一部分，海拔高度1,978米，現時由南極條約體系管理。